# Edan Lepucki

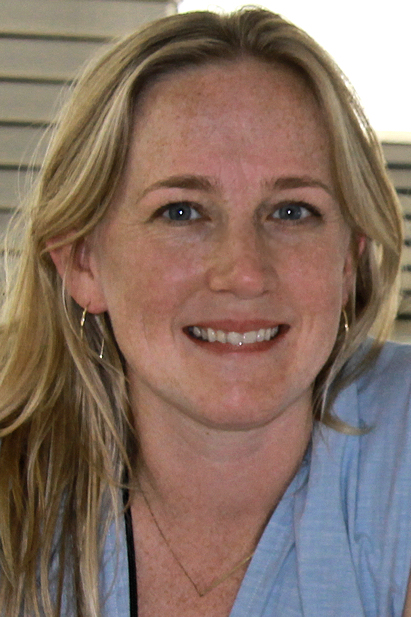
Edan Lepucki (2014)

Edan Alexandra Lepucki (geboren in Santa Monica, Los Angeles County) ist eine US-amerikanische Schriftstellerin.  

## Leben
Edan Lepucki studierte am Oberlin College und am  Writers’ Workshop der University of Iowa. Sie schreibt Essays und Erzählungen für verschiedene Zeitungen und Zeitschriften und für das Online-Magazin The Millions in den USA. Sie führt Writing Workshops in Los Angeles durch.
Lepuckis erster Roman California wurde bekannt, da ihr Verlag Hachette mit dem Versandhändler Amazon im Streit lag und der US-amerikanische Komiker Stephen Colbert öffentlich zum Protest gegen die vermeintliche wirtschaftliche Übermacht Amazons und deshalb auf Empfehlung von Sherman Alexie zum Kauf von Lepuckis Buch bei anderen Händlern aufrief. Das Buch geriet dadurch in die Bestsellerliste der New York Times.

## Werke (Auswahl)
- Women my father has dated and other stories. M.F.A. University of Iowa 2006[2]
- If You're Not Yet Like Me. Erzählung. Flatmancrooked, 2010
- California. Little, Brown and Company, New York 2014
  - California. Roman. Übers. Gesine Schröder. Aufbau, Berlin 2015